# 油酸钾
油酸钾，即(Z)-9-十八烯酸钾，是一种油酸盐，化学式为C17H33COOK。它可由油酸和氢氧化钾在甲醇水溶液中反应制得。它和3-溴丙烯在四丁基溴化铵的存在下于水-二氯甲烷中反应，可以得到油酸烯丙酯。它可用于纳米材料的合成。